# گمینا ژپین
گمینا ژپین (به لهستانی:  Gmina Rzepin) یک گمینا در لهستان است که در شهرستان سووبیتسه واقع شده‌است. گمینا ژپین ۱۹۱٫۱۱ کیلومتر مربع مساحت و ۹٬۸۸۰ نفر جمعیت دارد.